# Angeduc
Angeduc est une commune du sud-ouest de la France, située dans le département de la Charente, en région Nouvelle-Aquitaine.

## Géographie

### Localisation et accès
Angeduc est une petite commune située à 8 km à l'est de Barbezieux et à 25 km au sud-ouest d'Angoulême.
Elle est située sur la bordure orientale du canton de Barbezieux, sur la D.5, route de Barbezieux à Blanzac et Villebois-Lavalette. Blanzac est 6 km à l'est d'Angeduc.
La D 5 passe à 700 m au sud du bourg. La commune est aussi desservie par la D 130, qui limite la commune à l'est et va du nord au sud, petite départementale de Brossac à Jurignac. La D 124 de Barbezieux à Mainfonds passe en limite nord de commune.

### Hameaux et lieux-dits
L'habitat est dispersé et la commune compte de nombreuses fermes et lieux-dits : chez Menot, chez Mesnard, chez Texier, chez Marchais, chez Naud, chez Rabouin, chez Bouffard, la Gâtine, le Grand Bois, et Pont des Cures.

### Communes limitrophes
|              |                          | Val des Vignes |
| Saint-Bonnet | Angeduc                  |                |
|              | Saint-Aulais-la-Chapelle |                |

### Géologie et relief
La commune est occupée par le Campanien (Crétacé supérieur), calcaire crayeux, qui occupe une grande partie du Sud Charente. La vallée de la Maury, en limite ouest, est occupée par des alluvions récentes du Quaternaire,,.
La commune occupe le versant oriental de la vallée de la Maury. Son point culminant est à une altitude de 123 m, situé sur la crête à l'est (borne IGN). Le point le plus bas est à 54 m, situé le long de la Maury en limite nord au Pont des Écures. Le bourg est à 96 m d'altitude.

### Hydrographie

#### Réseau hydrographique

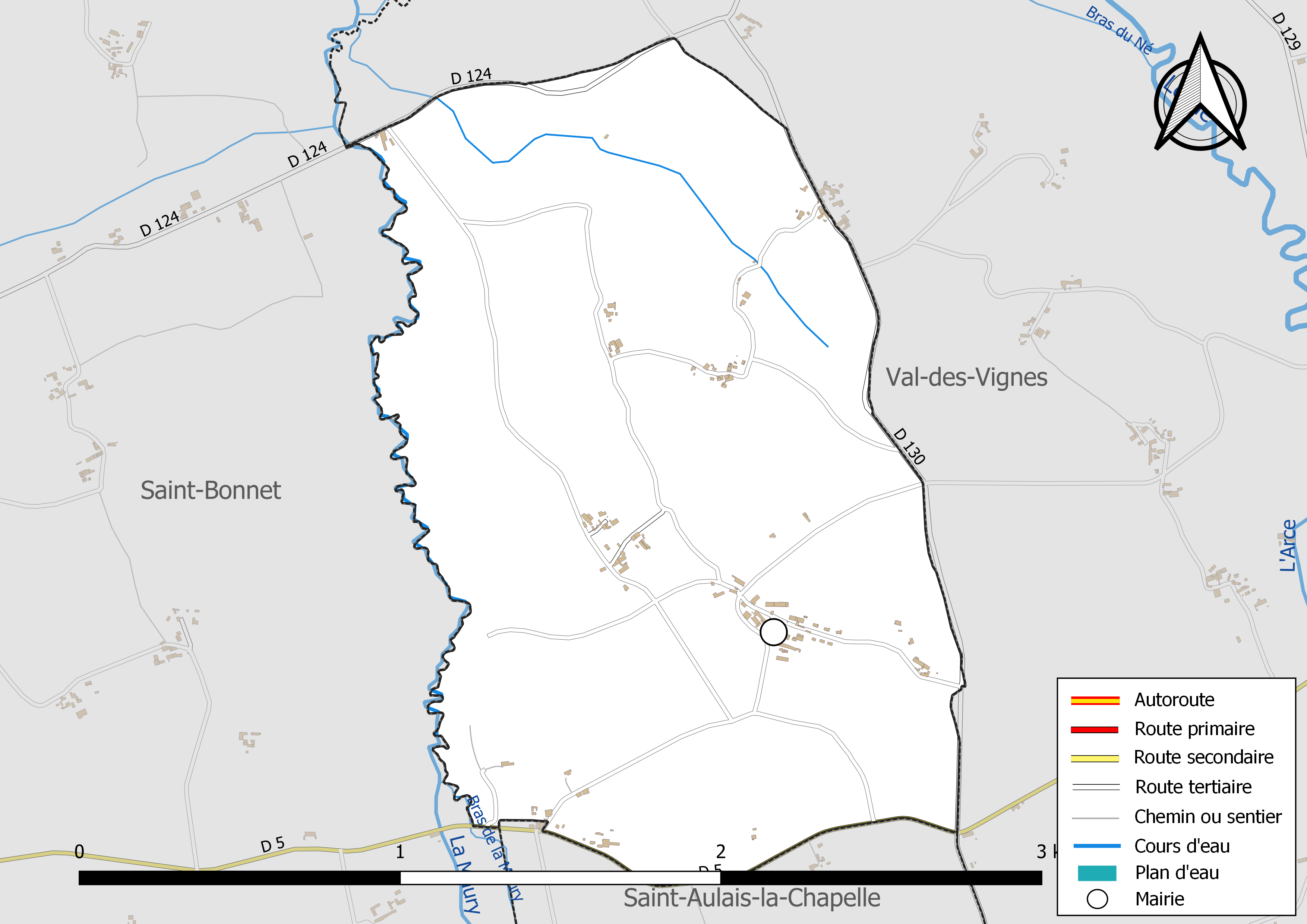
Réseaux hydrographique et routier d'Angeduc.

La commune est située dans  le bassin versant de la Charente au sein  du Bassin Adour-Garonne. Elle est drainée par la Maury et un bras de la Maury et par un petit cours d'eau, qui constituent un réseau hydrographique de 3 km de longueur totale,.
La Maury, d'une longueur totale de 24,1 km, prend sa source dans la commune de Châtignac et se jette  dans le Né à Ladiville, après avoir traversé 12 communes. Elle arrose la bordure occidentale de la commune et reçoit sur sa rive droite un court ruisseau descendant de chez Mesnard.

#### Gestion des cours d'eau
Le territoire communal est couvert par le schéma d'aménagement et de gestion des eaux (SAGE) « Charente ». Ce document de planification, dont le territoire correspond au bassin de la Charente, d'une superficie de 9 300 km2, a été approuvé le 19 novembre 2019. La structure porteuse de l'élaboration et de la mise en œuvre est l'établissement public territorial de bassin Charente. Il définit sur son territoire les objectifs généraux d’utilisation, de mise en valeur et de protection quantitative et qualitative des ressources en eau superficielle et souterraine, en respect des objectifs de qualité définis dans le troisième SDAGE  du Bassin Adour-Garonne qui couvre la période 2022-2027, approuvé le 10 mars 2022.

### Climat
Comme dans les trois quarts sud et ouest du département, le climat est océanique aquitain.

## Urbanisme

### Typologie
Au 1er janvier 2024, Angeduc est catégorisée commune rurale à habitat dispersé, selon la nouvelle grille communale de densité à 7 niveaux définie par l'Insee en 2022.
Elle est située hors unité urbaine. Par ailleurs la commune fait partie de l'aire d'attraction de Barbezieux-Saint-Hilaire, dont elle est une commune de la couronne,. Cette aire, qui regroupe 25 communes, est catégorisée dans les aires de moins de 50 000 habitants,.

### Occupation des sols
L'occupation des sols de la commune, telle qu'elle ressort de la base de données européenne d’occupation biophysique des sols Corine Land Cover (CLC), est marquée par l'importance des territoires agricoles (99,9 % en 2018), une proportion identique à celle de 1990 (99,9 %). La répartition détaillée en 2018 est la suivante : 
terres arables (44,4 %), zones agricoles hétérogènes (31,5 %), cultures permanentes (16,6 %), prairies (7,4 %), forêts (0,1 %). L'évolution de l’occupation des sols de la commune et de ses infrastructures peut être observée sur les différentes représentations cartographiques du territoire : la carte de Cassini (XVIIIe siècle), la carte d'état-major (1820-1866) et les cartes ou photos aériennes de l'IGN pour la période actuelle (1950 à aujourd'hui).

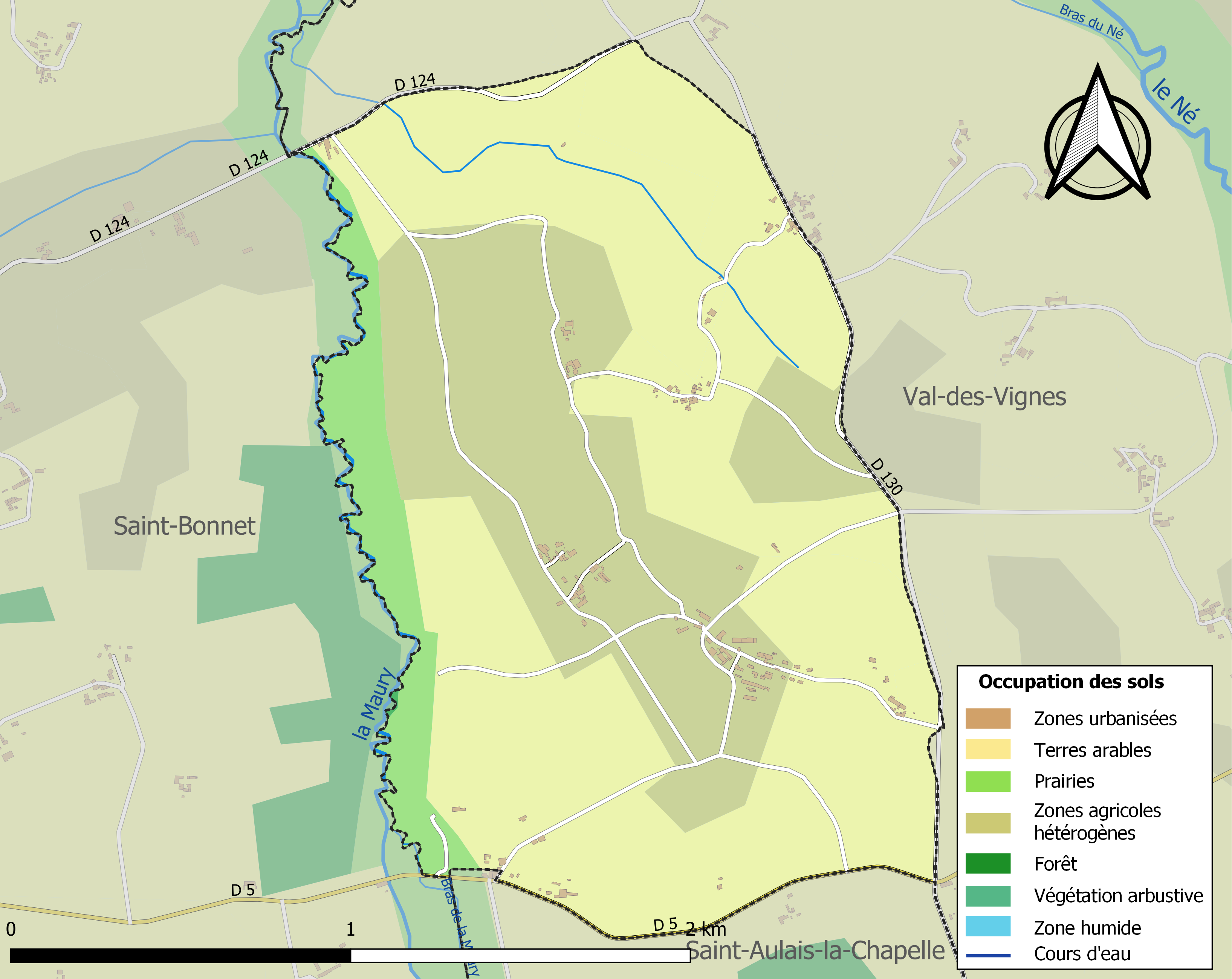
Carte des infrastructures et de l'occupation des sols de la commune en 2018 (CLC).

### Risques majeurs
Le territoire de la commune d'Angeduc est vulnérable à différents aléas naturels : météorologiques (tempête, orage, neige, grand froid, canicule ou sécheresse) et séisme (sismicité faible). Un site publié par le BRGM permet d'évaluer simplement et rapidement les risques d'un bien localisé soit par son adresse soit par le numéro de sa parcelle.

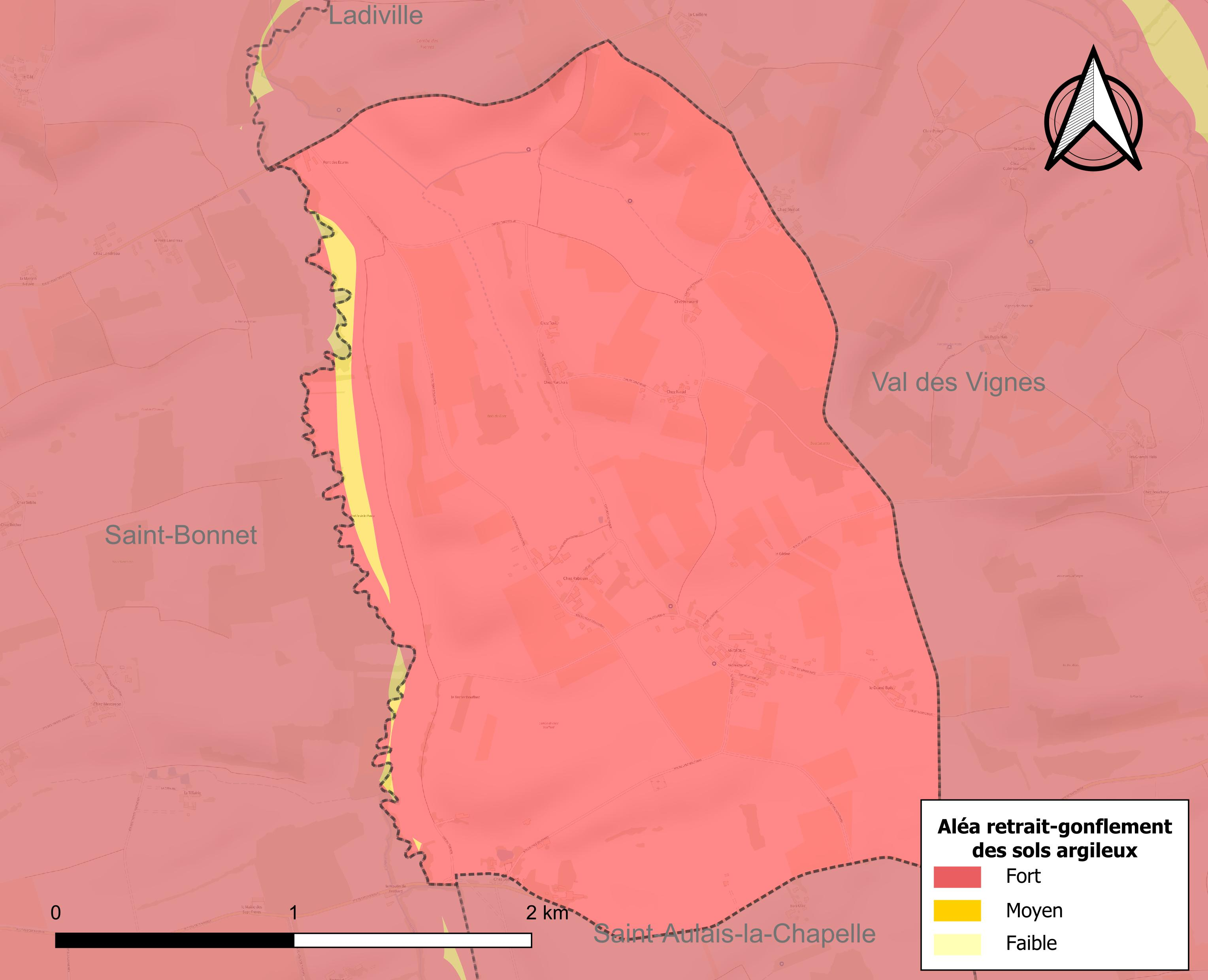
Carte des zones d'aléa retrait-gonflement des sols argileux d'Angeduc.

Le retrait-gonflement des sols argileux est susceptible d'engendrer des dommages importants aux bâtiments en cas d’alternance de périodes de sécheresse et de pluie. La totalité de la commune est en aléa moyen ou fort (67,4 % au niveau départemental et 48,5 % au niveau national). Sur les 61 bâtiments dénombrés sur la commune en 2019,  61 sont en aléa moyen ou fort, soit 100 %, à comparer aux 81 % au niveau départemental et 54 % au niveau national. Une cartographie de l'exposition du territoire national au retrait gonflement des sols argileux est disponible sur le site du BRGM,.
Par ailleurs, afin de mieux appréhender le risque d’affaissement de terrain, l'inventaire national des cavités souterraines permet de localiser celles situées sur la commune.
La commune a été reconnue en état de catastrophe naturelle au titre des dommages causés par les inondations et coulées de boue survenues en 1982 et 1999. Concernant les mouvements de terrains, la commune a été reconnue en état de catastrophe naturelle au titre des dommages causés par des mouvements de terrain en 1999.

## Toponymie
Les formes anciennes sont Angeducz en 1293, Angedutz en 1300, Angeduz en 1400.
L'origine latine du nom est douteuse, et la commune d'Angeduc doit peut-être son appellation au nom d'origine germanique Engeldich, possible nom d'un barbare qui aurait élu domicile dans ses lieux,,.
Durant la Révolution, la commune porte le nom d'Isle-la-Forêt,.

## Histoire
Martin-Buchey ne signale aucun fait marquant ; pas de vestige archéologique mentionné non plus.

## Politique et administration

### Liste des maires

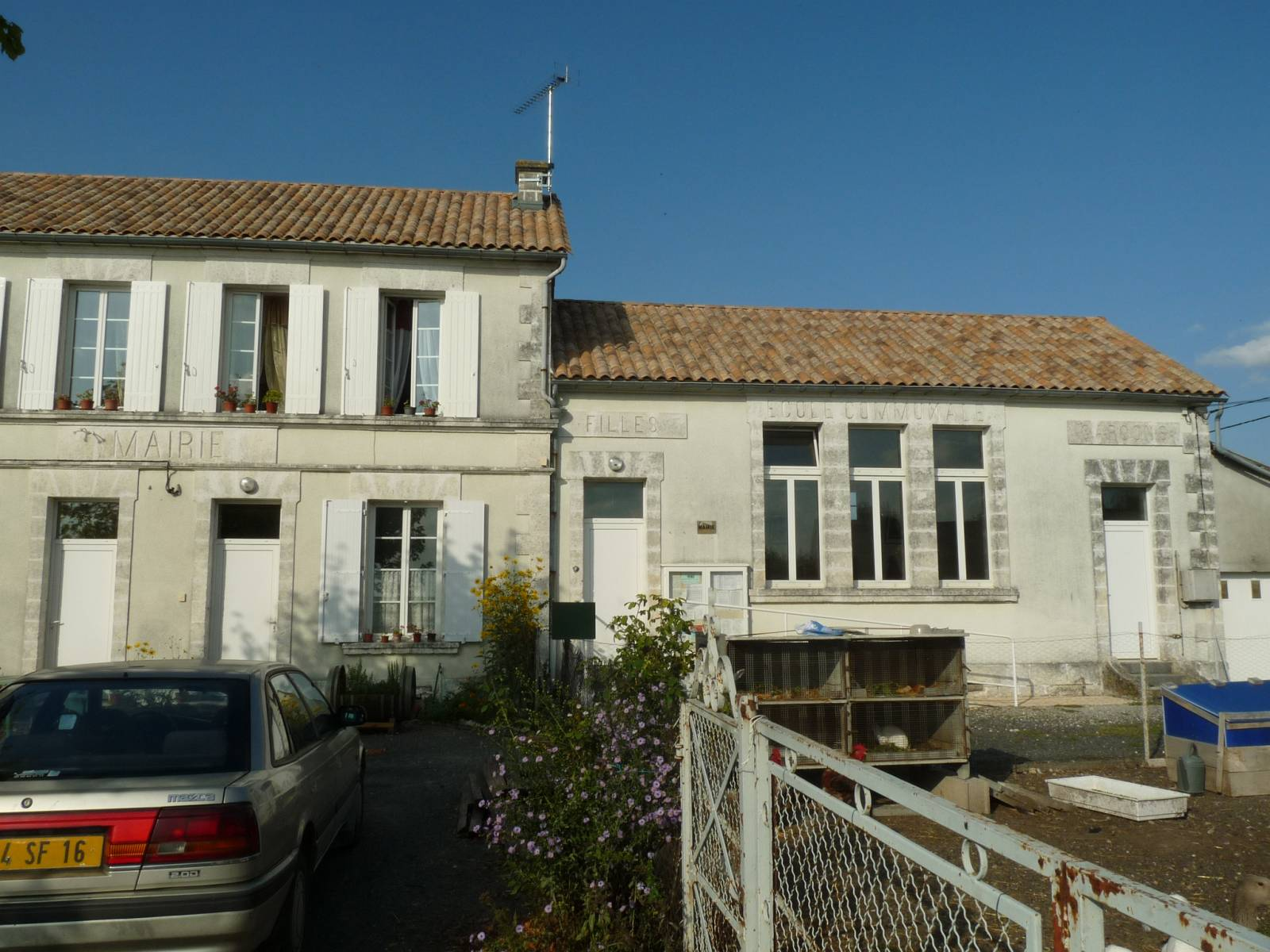
La mairie, ancienne école.

| Période                                  | Période  | Identité        | Étiquette | Qualité     |
| ---------------------------------------- | -------- | --------------- | --------- | ----------- |
| 1995                                     | 2014     | Pascal Léger    | DVD       | Agriculteur |
| 2014                                     | 2020     | Chantal Idier   |           |             |
| 2020                                     | En cours | Philippe Moreau |           |             |
| Les données manquantes sont à compléter. |          |                 |           |             |

## Démographie

### Évolution démographique
L'évolution du nombre d'habitants est connue à travers les recensements de la population effectués dans la commune depuis 1793. Pour les communes de moins de 10 000 habitants, une enquête de recensement portant sur toute la population est réalisée tous les cinq ans, les populations de référence des années intermédiaires étant quant à elles estimées par interpolation ou extrapolation. Pour la commune, le premier recensement exhaustif entrant dans le cadre du nouveau dispositif a été réalisé en 2006.

En 2022, la commune comptait 143 habitants, en évolution de +14,4 % par rapport à 2016 (Charente : −0,48 %, France hors Mayotte : +2,11 %).
| 1793 | 1800 | 1806 | 1821 | 1831 | 1841 | 1846 | 1851 | 1856 |
| ---- | ---- | ---- | ---- | ---- | ---- | ---- | ---- | ---- |
| 236  | 236  | 215  | 107  | 235  | 208  | 217  | 210  | 220  |

| 1861 | 1866 | 1872 | 1876 | 1881 | 1886 | 1891 | 1896 | 1901 |
| ---- | ---- | ---- | ---- | ---- | ---- | ---- | ---- | ---- |
| 224  | 234  | 191  | 194  | 190  | 161  | 158  | 156  | 146  |

| 1906 | 1911 | 1921 | 1926 | 1931 | 1936 | 1946 | 1954 | 1962 |
| ---- | ---- | ---- | ---- | ---- | ---- | ---- | ---- | ---- |
| 167  | 156  | 150  | 144  | 152  | 142  | 155  | 142  | 129  |

| 1968 | 1975 | 1982 | 1990 | 1999 | 2006 | 2011 | 2016 | 2021 |
| ---- | ---- | ---- | ---- | ---- | ---- | ---- | ---- | ---- |
| 119  | 111  | 104  | 105  | 96   | 106  | 137  | 125  | 138  |

| 2022 | - | - | - | - | - | - | - | - |
| ---- | - | - | - | - | - | - | - | - |
| 143  | - | - | - | - | - | - | - | - |

### Pyramide des âges
En 2018, le taux de personnes d'un âge inférieur à 30 ans s'élève à 29,6 %, soit en dessous de la moyenne départementale (30,2 %). À l'inverse, le taux de personnes d'âge supérieur à 60 ans est de 28,8 % la même année, alors qu'il est de 32,3 % au niveau départemental.
En 2018, la commune comptait 72 hommes pour 55 femmes, soit un taux de 56,69 % d'hommes, largement supérieur au taux départemental (48,41 %).
Les pyramides des âges de la commune et du département s'établissent comme suit.
| Hommes | Classe d’âge | Femmes |
| ------ | ------------ | ------ |
| 0,0    | 90 ou +      | 1,9    |
| 5,6    | 75-89 ans    | 11,1   |
| 18,3   | 60-74 ans    | 22,2   |
| 22,5   | 45-59 ans    | 16,7   |
| 16,9   | 30-44 ans    | 27,8   |
| 8,5    | 15-29 ans    | 7,4    |
| 28,2   | 0-14 ans     | 13,0   |

| Hommes | Classe d’âge | Femmes |
| ------ | ------------ | ------ |
| 1      | 90 ou +      | 2,7    |
| 9,2    | 75-89 ans    | 12     |
| 20,6   | 60-74 ans    | 21,3   |
| 20,7   | 45-59 ans    | 20,3   |
| 16,8   | 30-44 ans    | 16     |
| 15,6   | 15-29 ans    | 13,4   |
| 16,1   | 0-14 ans     | 14,3   |

## Économie

### Agriculture
La viticulture occupe une partie de l'activité agricole. La commune est située dans les Fins Bois, dans la zone d'appellation d'origine contrôlée du cognac.

## Équipements, services et vie locale

### Enseignement
Angeduc ne possède plus d'école depuis 1971. L'ancienne école est la mairie actuelle.

## Culture locale et patrimoine

### Lieux et monuments

#### Patrimoine religieux

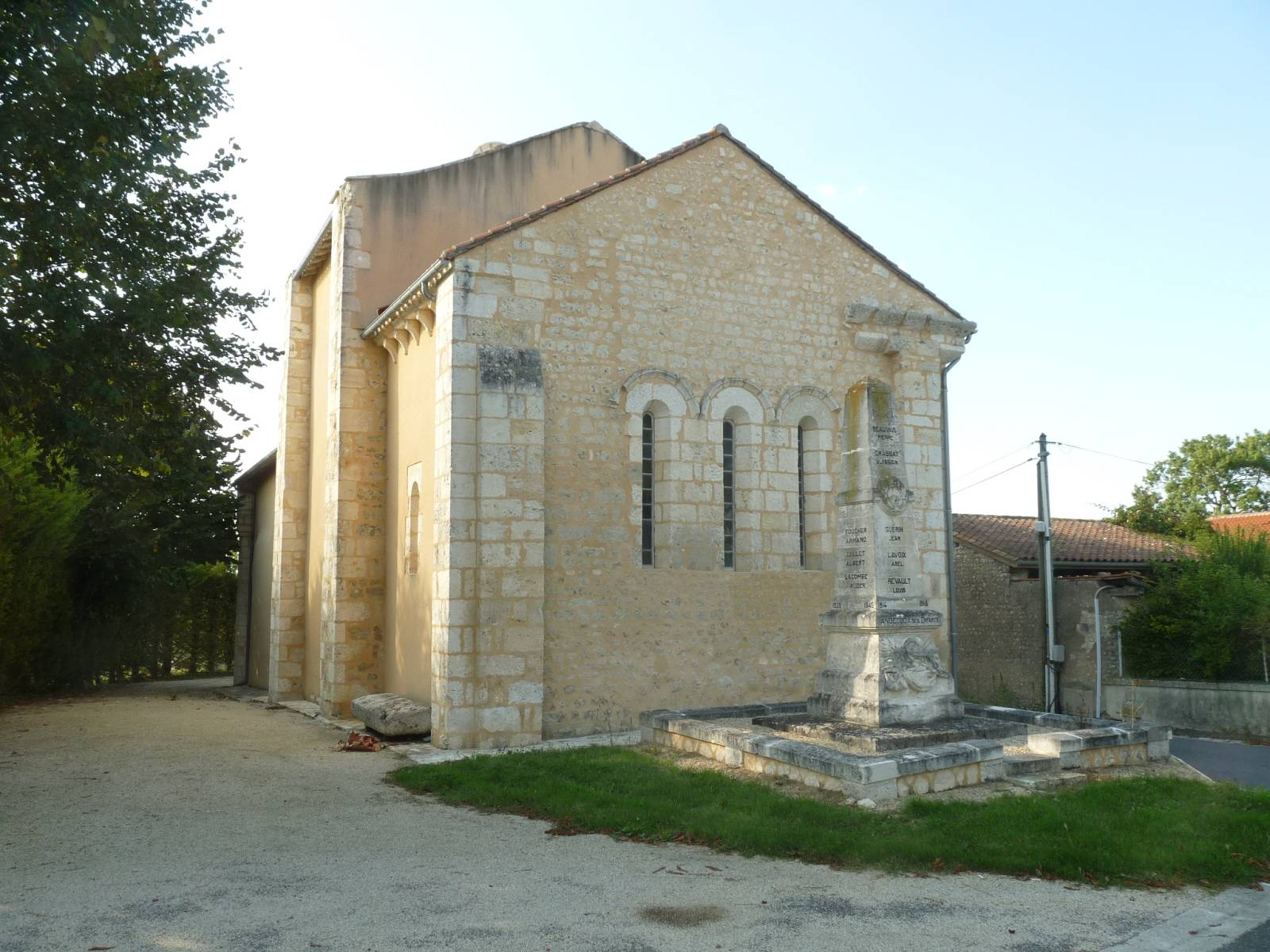
L'église Saint-Barthélemy.

L'église paroissiale d'Angeduc s'appelle Saint-Barthélemy.
La construction de cette église semble remonter au XIe siècle. La présence d'une source sous l'église et où l'on venait en pèlerinage jusqu'au début du XXe siècle semble attester l'ancienneté du sanctuaire. L'église aurait été reconstruite partiellement au XIIIe siècle. Elle a été fortifiée au XVe siècle, restes défensifs de la guerre de Cent Ans. La voûte de la nef s'écroule en 1730 et fut refaite en brique et en berceau plein cintre dans la seconde moitié du XIXe siècle,.
La cloche en bronze porte l'inscription « J.E.S.U.S.MARIA. BARTHOLOMEE. NOBIS FACTA. LAN 1615. ANGEDUC ». Elle est classée monument historique au titre objet depuis 1944.
Les fonts baptismaux, une cuve baptismale à immersion en calcaire taillé, sont ornementés de deux croix de Saint-André, deux croix pattées, et deux arcs trilobés surmontés d'une rosace.